# Bürg (Cottenweiler)
Das Gewann Bürg liegt südwestlich von Cottenweiler, einem Ortsteil der Gemeinde Weissach im Tal im Rems-Murr-Kreis in Baden-Württemberg. Über die mutmaßlich mittelalterliche Befestigungsanlage, von der keine oberirdischen Reste erhalten sind, ist so gut wie nichts mehr bekannt.

## Lage
Die Bürg ist eine bewaldete Bergnase, welche vom Allmersbach im Westen, dem Gruppenbach im Norden und dem Heutensbach im Osten umflossen wird. Die Gegend wird in die Gewanne Obere, Mittlere, Untere und Hintere Bürg unterteilt. Nördlich kommt der Flurname Steinlesfurt und jenseits des Gruppenbachs der Name Ritterhalde vor. Südlich davon, auf Allmersbacher Markung, kommen die Namen Bürgweg, Fronäcker, Fronweinberge, Glasäcker und Schadensgründle vor. Gerhard Fritz und Gotthard Reinhold erwähnen außerdem noch die früheren Flurnamen Herrenweg, Burckhenweg und Burckhenäcker.
Bemerkenswert ist auch der Flurname Fautschweiler (von Faut, das heißt Vogt) etwa 1 Kilometer nordwestlich der Bürg. Dabei handelt es sich um eine Wüstung.

## Geschichte
Über eine Burg in Cottenweiler ist nichts bekannt. Aufgrund der topographischen Lage und der Häufung einschlägiger Flurnamen kann von einer mittelalterlichen Befestigungsanlage ausgegangen werden. Welches Adelsgeschlecht die Bürg erbaute, ist nicht bekannt. 1291 wurde Allmersbach durch Richenza von Neuffen an das Kloster Weiler (bei Esslingen) veräußert. Allerdings ist von einer Burg oder einem Ortsadelsgeschlecht in keiner der bekannten Urkunden die Rede. Auch aus Cottenweiler und Heutensbach ist kein Adelsgeschlecht bekannt. Aufgrund der Nähe zu Unter- und Oberweissach kommt daher nur das Geschlecht der Herren von Weissach als mutmaßliche Besitzer in Frage. 1253 wird ein Wolfram von Weissach und 1349 ein Rudolf von Weissach erwähnt. 1358 werden die Edelfrauen Elisabeth und Agnes von Weissach erwähnt, die als Nonnen im Kloster Mariental lebten und ihre Güter dem Stift Backnang vermachten. Eine Burg wird in diesen Urkunden allerdings auch nicht erwähnt. Dies könnte drauf hindeuten, dass die Bürg zu dieser Zeit schon längst abgegangen war. 1528 wurde Fautschweiler in einem Lagerbuch als wüst bezeichnet.